# Tulipani
Tulipani is een Nederlands-Italiaans-Canadese film uit 2017 van Mike van Diem met in de hoofdrollen Gijs Naber en Donatella Finocchiaro.

## Plot
Tulipani gaat over de Zeeuwse boer Gauke die na de watersnoodramp in 1953 op zijn fiets richting Italië vertrekt. Hij besluit om vlak bij een klein dorpje tulpen te kweken. Dertig jaar later probeert de politie-inspecteur Catarella te achterhalen wat zich daadwerkelijk afspeelde in het dorpje.

## Rolverdeling
- Gijs Naber als Gauke
- Anneke Sluiters als Ria
- Ksenia Solo als Anna
- Giancarlo Giannini als Catarella
- Donatella Finocchiaro als Chiara